# (4463) Marschwarzschild
(4463) Marschwarzschild es un asteroide perteneciente al cinturón de asteroides, descubierto el 28 de octubre de 1954 por el equipo de la Universidad de Indiana desde el Observatorio Goethe Link, Brooklyn (Estados Unidos).

## Designación y nombre
Designado provisionalmente como 1954 UO2. Fue nombrado Marschwarzschild en honor al astrónomo germano-estadounidense Martin Schwarzschild hijo del astrónomo y físico Karl Schwarzschild.

## Características orbitales
Marschwarzschild está situado a una distancia media del Sol de 3,188 ua, pudiendo alejarse hasta 3,762 ua y acercarse hasta 2,613 ua. Su excentricidad es 0,180 y la inclinación orbital 1,836 grados. Emplea 2079 días en completar una órbita alrededor del Sol.

## Características físicas
La magnitud absoluta de Marschwarzschild es 13. Tiene 13,642 km de diámetro y su albedo se estima en 0,072.